# 李简 (三国)
李簡（?—?），中国三国時代人物，为曹魏狄道长，后降蜀漢。在李简的降伏后，姜维乘势北伐，在襄武之战斩杀魏将徐質，在狄道之战更大破王经，取得历次北伐中最大战果。

## 生平
延熙十七年（254年），为曹魏狄道長的李簡秘密送書簡表示要對蜀漢请降，蜀汉诸将抱有疑問，而蜀將張嶷能有識人之明，确定李簡必然投降。卫将军姜维率张嶷等通过李简的帮助以出陇西。到达狄道，李简率领城中吏民出迎姜維大军。军前魏将徐質与蜀汉军队交锋，张嶷战死，汉军退兵。姜维进围襄武，与徐质交锋，徐质被斩首，魏军败退，姜維乘勝使多地歸順，奪取河間（陇西无河间县，当指河关县）、狄道、臨洮三縣民衆后還軍。